# Mr.ブルー 〜私の地球〜
『Mr.ブルー 〜私の地球〜』（ミスターブルー わたしのちきゅう）は、1980年11月5日にリリースされた八神純子の10枚目のシングルである。
A面曲「Mr.ブルー 〜私の地球〜」は、同年8月11日から8月16日までNHK総合テレビで放映された『パノラマ太陽系』のテーマソングとして使用された。

## 解説
地球を恋人「Mr.ブルー」として擬人化し、地球や自然への愛と世界平和への思いを歌い上げたスケールの大きな楽曲である。八神の楽曲「Mr.メトロポリス」では大都市（メトロポリス）が男性として擬人化されている（いずれも作詞は山川啓介）。また「みずいろの雨」「パープルタウン 〜You Oughta Know By Now〜」（作詞は三浦徳子）に続いて色を題材とした楽曲でもある。
オリジナルアルバムには未収録だったが、翌1981年5月にディスコメイトレコードから発売された2枚目のベストアルバム『八神純子 トップ ヒット12』に初収録された。その後に発売されたCDを含む各種ベストアルバムにも収録されている。
B面曲「夏の日の恋」も同じく『八神純子 トップ ヒット12』に収録された。また1984年に河合奈保子がカバーし、同じく八神純子が作曲した「コントロール」のシングルB面に収録された。
両曲とも、2009年に発売されたシングルA・B面曲を網羅したCD-BOX『八神純子 1974〜1986 SINGLES plus』に収録されている。
レコーディング・ディレクターは日朝幸雄。

## 収録曲
1. Mr.ブルー 〜私の地球〜 (3分37秒)
  - 作詞：山川啓介、作曲：八神純子、編曲：大村雅朗
2. 夏の日の恋 (4分2秒)
  - 作詞：三浦徳子、作曲：八神純子、編曲：大村雅朗

## リリース日一覧
| 地域 | リリース日     | レーベル                | 規格                   | カタログ番号   | 備考                     |
| ---- | -------------- | ----------------------- | ---------------------- | -------------- | ------------------------ |
| 日本 | 1980年11月5日  | ディスコメイトレコード  | シングル盤             | DSF-207        | STEREO                   |
| 日本 | 2007年8月1日   | YAMAHA MUSIC PUBLISHING | デジタル・ダウンロード | 260607441      | iTunes Store             |
| 日本 | 2015年12月11日 | YAMAHA MUSIC PUBLISHING | デジタル・ダウンロード | YMP0037        | e-onkyo FLAC 96kHz 24bit |
| 日本 | 2015年12月11日 | YAMAHA MUSIC PUBLISHING | デジタル・ダウンロード | 1980110201-6_F | mora FLAC 96kHz 24bit    |

## タイアップ
| 曲順 | 曲名                       | タイアップ                                          | 備考 |
| ---- | -------------------------- | --------------------------------------------------- | ---- |
| A1   | 「Mr.ブルー 〜私の地球〜」 | NHK総合テレビ「パノラマ太陽系」(1980年)テーマソング |      |